# Черкасовка (приток Быстрицы)

Черка́совка — река в России, протекает в Оричевском районе Кировской области. Устье реки находится в 57 км по левому берегу реки Быстрица. Длина реки составляет 12 км.
Река берёт начало у деревни Воронье к западу от села Адышево (центр Адышевского сельского поселения). Течёт на север по ненаселённому лесному массиву. Приток — Шебердиха (левый). Впадет в Быстрицу выше деревни Платоновцы.

## Данные водного реестра
По данным государственного водного реестра России относится к Камскому бассейновому округу, водохозяйственный участок реки — Вятка от города Киров до города Котельнич, речной подбассейн реки — Вятка. Речной бассейн реки — Кама.
По данным геоинформационной системы водохозяйственного районирования территории РФ, подготовленной Федеральным агентством водных ресурсов:
- Код водного объекта в государственном водном реестре — 10010300312111100034761
- Код по гидрологической изученности (ГИ) — 111103476
- Код бассейна — 10.01.03.003
- Номер тома по ГИ — 11
- Выпуск по ГИ — 1